# Phoebe chartacea
Espèce
Synonymes
- Dehaasia chartacea (Blume) Kosterm.[2]
- Nothaphoebe chartacea Blume[3]

Statut de conservation UICN

 CR C2b, D : 
En danger critique
Phoebe chartacea est une espèce de plantes à fleurs du genre Phoebe de la famille  des Lauraceae.
Cette espèce, sous le nom Dehaasia chartacea, est inscrite comme étant espèce en danger critique d'extinction sur la liste rouge de l'UICN.